# Halszkaraptor
Halszkaraptor (có nghĩa là "kẻ cắp của Halszka") là một chi khủng long dromaeosauridae từ Mông Cổ sống trong giai đoạn muộn kỷ Phấn trắng. Chi này chỉ có một loài được biết đến, Halszkaraptor escuilliei.
Các nhà khoa học đã so sánh mẫu gốc với xương của cá sấu và chim thủy sinh hiện tại, và tìm thấy bằng chứng về lối sống nửa vời. Một phân tích phát sinh loài cho thấy nó là một thành viên của các phân họ hạch Halszkaraptorinae cùng với Mahakala và Hulsanpes..

## Phát hiện

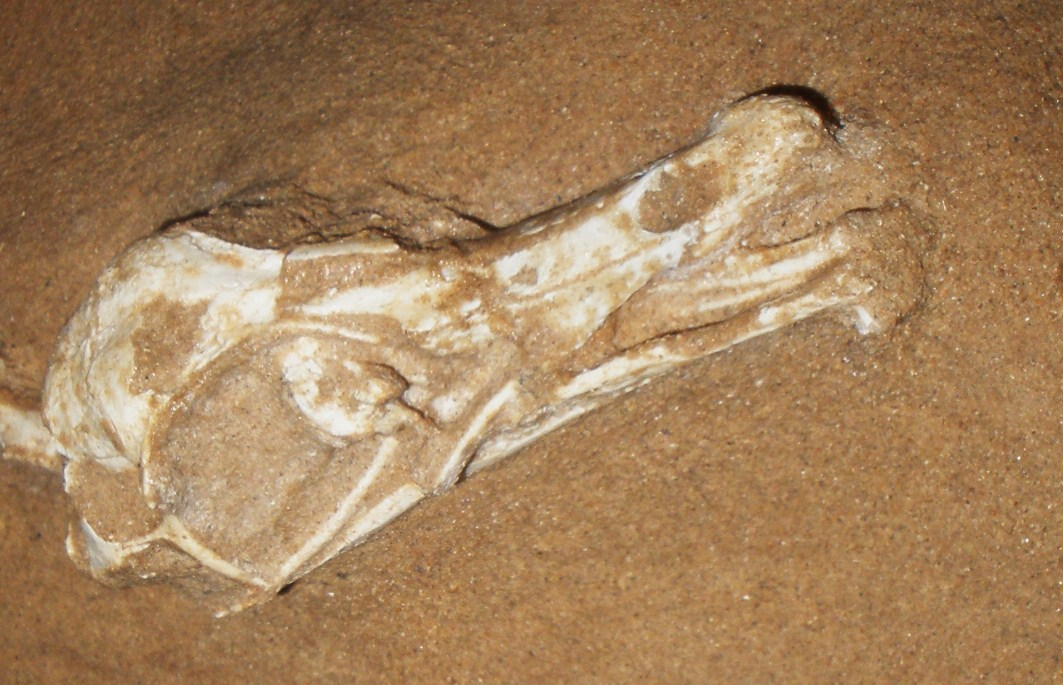
Hộp sọ của mẫu gốc

Mẫu gốc của Halszkaraptor có thể xuất phát từ sự thành hệ Djadochta tại Ukha Tolgod ở miền nam Mông Cổ, và đã bị những kẻ săn trộm hóa thạch trái phép mang đi.[1] Nó được tìm thấy ở Nhật Bản và Anh Quốc, và được sở hữu bởi một số nhà sưu tập trong một vài năm cho đến khi công ty Eldonia của Francois Escuillié mua hóa thạch. [1] Ông xác định nó là một loài mới, và vào năm 2015 đưa nó đến Brussels để trình bày cho các nhà cổ sinh vật học Pascal Godefroit và Andrea Cau để xác minh thêm.  Sau khi xác minh tính xác thực của nó, trong số các phương tiện khác bởi một synchrotron của Cơ chế bức xạ Synchrotron châu Âu, Cau và các nhà cổ sinh vật học nổi bật khác mô tả chi này trong một nghiên cứu chi tiết được công bố trên tạp chí Nature.. Sau khi đàm phán, Escuillié đồng ý cho hóa thạch được trả lại cho chính quyền Mông Cổ. 
Loài Halszkaraptor escuilliei được định danh vào năm 2017 bởi Andrea Cau, Vincent Beyrand, Dennis F. A. Voeten, Vincent Fernandez, Paul Tafforeau, Koen Stein, Rinchen Barsbold, Khishigjav Tsogtbaatar, Philip John Currie và Pascal Godefroit. Tên chung chung kết hợp với sự tham khảo của nhà cổ sinh vật học người Ba Lan Halszka Osmólska, người đã tham gia vào nhiều chuyến thám hiểm đến Mông Cổ và đặt tên cho Hulsanpes có liên quan chặt chẽ với một tên gọi có nghĩa là kẻ cướp trong tiếng Latinh. Tên cụ thể vinh danh Escuillié vì đã làm mẫu vật có sẵn cho khoa học.
Mẫu gốc, MPC D-102/109, được tìm thấy trong một lớp đá sa thạch màu cam của thành viên Bayn Dzak của thành hệ Djadochta, có niên đại từ cuối Campania. Nó bao gồm một bộ xương tương đối hoàn chỉnh với hộp sọ. Năm 2017, hóa thạch không được chuẩn bị thêm. Công việc của các đại lý hóa thạch tại thời điểm đó thường phơi bày bên trái của bộ xương. Các synchrotron tiết lộ rằng xương tiếp tục vào đá và rằng mảnh này có lẽ không phải là chimaera, một bộ xương nhân tạo của các loài khác nhau, mặc dù đỉnh của mõm đã được phục hồi với thạch cao và một số yếu tố đã được gắn lại vào đá bởi keo dán. Bộ xương chủ yếu là khớp nối và không nén. Nó đại diện cho một cá thể còn nhỏ, khoảng một năm tuổi.

## Mô tả

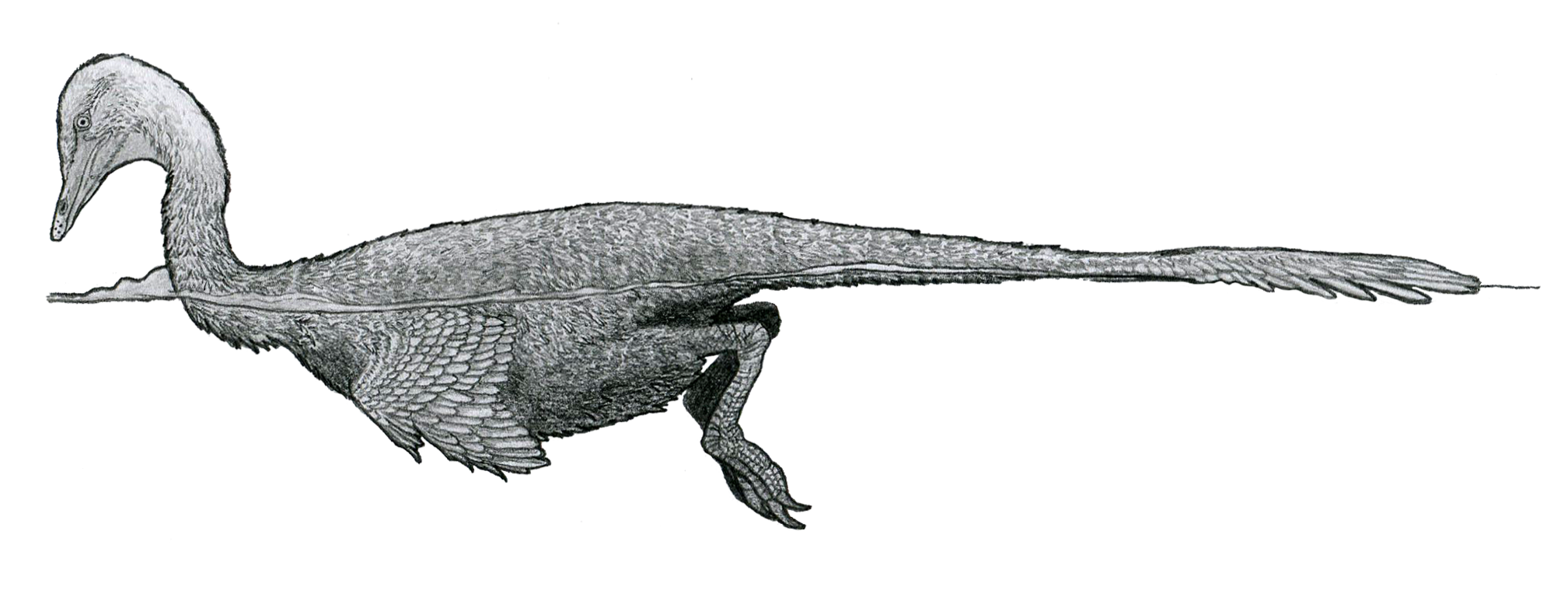
Phục dựng Halszkaraptor escuilliei, với bộ lông và tư thế bơi lội dựa trên loài thủy cầm dùng bơi có cánh

Halszkaraptor có kích thước bằng một vịt cổ xanh.  Đầu dài khoảng 7 cm, cổ hai mươi cm, mười ba cm và xương cùng dài 5 cm.  
Halszkaraptor có đặc điểm cho phép nó sinh hoạt cả thời gian cả trên mặt nước và trên mặt đất, bao gồm chân sau mạnh mẽ để chạy và các phình trước lồi nhỏ hơn để bơi.  Nó có nhiều răng sắc, cong lõm trong miệng, cổ dài và nơ-ron cảm giác dọc theo mõm có thể cho phép nó phát hiện rung động trong nước, khiến các nhà khoa học tin rằng nó săn bắt con mồi thủy sinh. Nó đã phải lên bờ để sinh sản bởi vì, giống như tất cả các khủng long, nó cần đẻ trứng của nó lên đất. 
Các loài khủng long phi chim khác chỉ được biết đến đã được điều chỉnh cho một lối sống nửa đời là Spinosauridae.